# Pirata subpiraticus
Pirata subpiraticus este o specie de păianjeni din genul Pirata, familia Lycosidae. A fost descrisă pentru prima dată de Friedrich Wilhelm Bösenberg și Strand, 1906. Conform Catalogue of Life specia Pirata subpiraticus nu are subspecii cunoscute.